# Tychobythinus strinatii
Tychobythinus strinatii är en skalbaggsart som beskrevs av Claude Besuchet 1982. Tychobythinus strinatii ingår i släktet Tychobythinus och familjen kortvingar. Inga underarter finns listade i Catalogue of Life.